# Trichodiadema
Trichodiadema är ett släkte av isörtsväxter. Trichodiadema ingår i familjen isörtsväxter.

## Bildgalleri

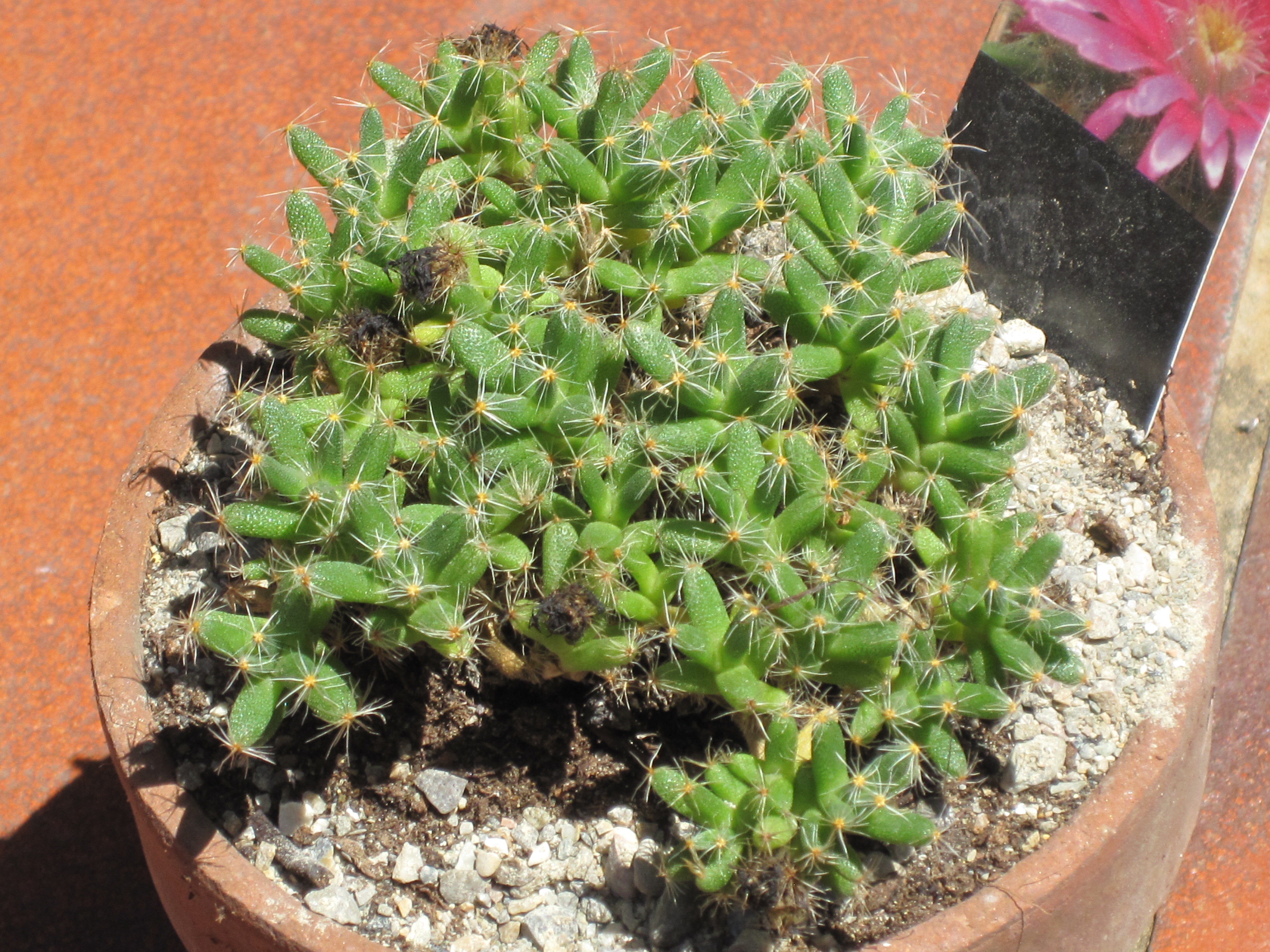
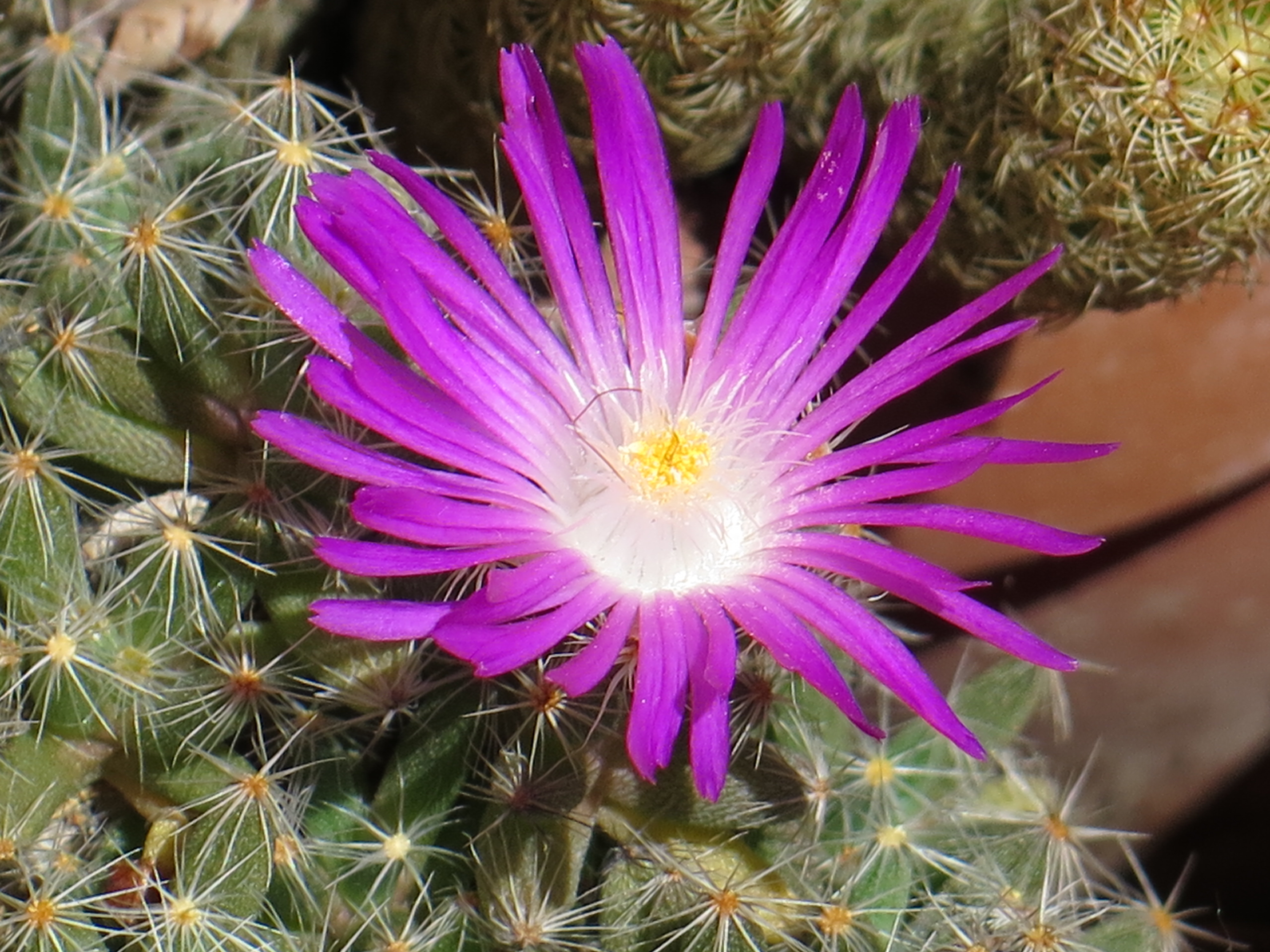

## Dottertaxa tillTrichodiadema, i alfabetisk ordning[1]
- Trichodiadema attonsum
- Trichodiadema aureum
- Trichodiadema barbatum
- Trichodiadema bulbosum
- Trichodiadema burgeri
- Trichodiadema calvatum
- Trichodiadema concinnum
- Trichodiadema decorum
- Trichodiadema densum
- Trichodiadema emarginatum
- Trichodiadema fergusoniae
- Trichodiadema fourcadei
- Trichodiadema gracile
- Trichodiadema hallii
- Trichodiadema hirsutum
- Trichodiadema imitans
- Trichodiadema intonsum
- Trichodiadema introrsum
- Trichodiadema littlewoodii
- Trichodiadema marlothii
- Trichodiadema mirabile
- Trichodiadema obliquum
- Trichodiadema occidentale
- Trichodiadema olivaceum
- Trichodiadema orientale
- Trichodiadema peersii
- Trichodiadema pomeridianum
- Trichodiadema pygmaeum
- Trichodiadema rogersiae
- Trichodiadema rupicolum
- Trichodiadema ryderae
- Trichodiadema setuliferum
- Trichodiadema stayneri
- Trichodiadema strumosum